# Đại hội Đảng Nhân dân Cách mạng Lào V
Đại hội Đảng Nhân dân Cách mạng Lào khóa V (tiếng Lào: ກອງປະຊຸມໃຫຍ່ ຄັ້ງທີ V ຂອງພັກປະຊາຊົນປະຕິວັດລາວ) được tổ chức từ ngày 27 đến ngày 29 tháng 3 năm 1991 tại thành phố Viêng Chăn. Đại hội có 367 đại biểu tham dự đại diện cho hơn 60,000 đảng viên toàn quốc.
Đại hội lần này có tầm quan trọng đặc biệt đối với việc đổi mới hệ thống chính trị, nêu rõ đổi mới hệ thống chính trị ở Lào không có nghĩa là phải thay đổi chế độ chính trị, mà là đổi mới và cải cách hệ thống chính trị dân chủ nhân dân.

## Hoạt động Đại hội
Ngày 27/3/1991, Đại hội đại biểu toàn quốc lần thứ V Đảng Nhân dân Cách mạng Lào khai mạc trọng thể tại Viêng Chăn, với sự tham dự của 367 đại biểu đại diện cho 60,000 đảng viên trong cả nước.
Đại hội đã nghe báo cáo kết quả thẩm tra của Ban Chấp hành Trung ương Đảng khóa IV và tiến hành kiểm điểm tự phê bình với tinh thần chân thành, xây dựng.
Tổng bí thư Kaysone Phomvihane đọc báo cáo chính trị.
Đại biểu thông qua chương trình làm việc của Đại hội.

## Kết quả
Đại hội đã bầu ra Ban Chấp hành Trung ương Đảng khóa V gồm 59 ủy viên, trong đó có 55 Ủy viên chính thức và 4 Ủy viên dự khuyết.
Hội nghị toàn thể lần thứ nhất đã bầu Bộ Chính trị Trung ương Đảng gồm 11 ủy viên, Kaysone Phomvihan được bầu giữ chức Chủ tịch Ban Chấp hành Trung ương Đảng. Hội nghị đã chỉ định ba cố vấn Ban Chấp hành Trung ương Đảng. Ban Chấp hành Trung ương đã đồng ý cử Thongsing Thammavong làm Trưởng Ban Tổ chức Trung ương Đảng.
Có một số thay đổi về tổ chức trong Đảng, như đổi thay đổi chức vụ Tổng Bí thư Ban Chấp hành Trung ương Đảng thành Chủ tịch Ban Chấp hành Trung ương Đảng. Ban Bí thư Trung ương Đảng do không có Tổng Bí thư nên không còn Ban Bí thư mà bầu Chủ tịch Ban Chấp hành Trung ương Đảng từ Ủy viên Ban Chấp hành Trung ương Đảng.

## Nghị quyết
Đại hội xác định tính chất và thời kỳ của cách mạng nước Lào trong thời kỳ hiện tại là tiếp tục xây dựng và mở rộng dân chủ nhân dân, xây dựng cơ sở cho từng bước đi lên chủ nghĩa xã hội.
Đại hội đã thông qua báo cáo về sửa đổi Điều lệ Đảng.

## Phương hướng
Đại hội ban hành phương hướng phát triển trong thời gian tới:
- Tiếp tục sứ mệnh thay đổi toàn diện, tăng cường sự đoàn kết của nhân dân và dân tộc Lào trên cơ sở gắn bó của công nhân, nông dân và trí thức dưới sự lãnh đạo của Đảng;
- Thiết lập nền kinh tế nhiều thành phần nhằm mở rộng mạnh mẽ sức sản xuất, chuyển kinh tế tự nhiên và bán tự nhiên thành kinh tế hàng hoá, nâng cao đời sống vật chất và văn hoá của nhân dân các dân tộc Lào.
- Tăng cường dân chủ trên mọi lĩnh vực của đời sống xã hội, nâng cao vai trò của các đoàn thể, tổ chức xã hội;
- Xây dựng bộ máy nhà nước là nhà nước của dân, do dân và vì dân, thực sự hoạt động theo Hiến pháp và pháp luật;
- Không ngừng nâng cao vai trò lãnh đạo của đảng trong hệ thống chính trị;
- Nâng cao quốc phòng, an ninh nhân dân, bảo vệ độc lập, chủ quyền và bảo vệ Tổ quốc, bảo đảm ổn định chính trị, hòa bình, trật tự trong toàn xã hội;
- Tiếp tục mở rộng quan hệ, hợp tác với các nước, các tổ chức quốc tế;

Tất cả nhằm xây dựng một nước Lào hòa bình, độc lập, dân chủ, thống nhất và thịnh vượng, góp phần thực hiện sứ mệnh đấu tranh vì hòa bình, độc lập dân tộc, dân chủ và tiến bộ xã hội trên thế giới.
Xác định các quan điểm cơ bản về sự thay đổi trong hệ thống chính trị:
- Thay đổi hệ thống chính trị ở Lào "không có nghĩa là phải chuyển từ hệ thống chính trị này sang hệ thống chính trị khác", mà là đổi mới tổ chức của hệ thống chính trị dân chủ nhân dân và thay đổi phương thức hoạt động trên cơ sở xác định vai trò, trách nhiệm của từng thành phần.

Phương hướng thay đổi của hệ thống chính trị là:
- Đảm bảo tính liên tục và phát triển, chống tư tưởng và xu hướng bảo thủ, bác bỏ hoàn toàn những luận điệu những thành quả đạt được;
- Thực hiện từng bước, cẩn thận, không gây tổn hại nghiêm trọng đến xã hội và tinh thần, để đảm bảo sự ổn định của quốc gia;
- Việc được thực hiện một cách toàn diện và hài hòa giữa các nguyện vọng ở nhiều lĩnh vực với nhau;
- Thúc đẩy chất lượng và nỗ lực của tất cả các tổ chức.

Đại hội tán thành và khẳng định lại 5 nguyên tắc và 3 phương hướng xây dựng Đảng trong thời kỳ mới: Đảng Nhân dân Cách mạng Lào lấy những nguyên lý chung của chủ nghĩa Mác - Lê-nin làm cơ sở lý luận, bên cạnh đó, tiếp thu những gì tốt đẹp nhất của trí tuệ nhân loại, vận dụng lý luận khoa học và bài học kinh nghiệm của các nước phù hợp với bối cảnh và điều kiện thực tế của nước ta, củng cố di sản yêu nước và tinh thần đoàn kết của nhân dân các dân tộc, kết hợp chủ nghĩa yêu nước chân chính với chủ nghĩa quốc tế vô sản.
Đảng được tổ chức theo nguyên tắc tập trung dân chủ, tập thể cá nhân chịu trách nhiệm lãnh đạo, kỷ luật nghiêm minh;  Đảng coi đoàn kết là nguyên tắc cơ bản; Coi tự phê bình và phê bình lẫn nhau là quy luật vận động và phát triển của Đảng; Đảng hoạt động dựa trên cơ sở quần chúng, dựa vào quần chúng và thông qua quá trình cách mạng, dựa vào quần chúng để xây dựng và phát triển đảng, kết hợp xây dựng đảng trên ba lĩnh vực: chính trị, tư tưởng và tổ chức.